# Guanajuato (állam)
Guanajuato Mexikó egyik szövetségi állama. Központja Guanajuato városa — ezt a 16. században alapították a spanyol hódítók, miután gazdag ezüstlelőhelyeket találtak a környező hegyekben.

## Története
A spanyolok érkezése előtt otomi indiánok éltek a területen. 1824. február 3. óta Mexikó szövetségi állama.

## Földrajza
Területe 30 941 km² — ez az ország területének mindössze 1,6%-a. Átlagos tengerszint feletti magassága 2015 m; legmagasabb pontja a 3300 m magas Pinal de Zamorano, a legalacsonyabb 650 m a Xichú völgyében. Legfontosabb folyói a Lerma, a Guanajuato és a Pánuco egyik ága.
Területe öt földrajzi-éghajlati régióba sorolható:
- Los Altos vagy Llanos Arribeños
- La Sierra Gorda
- La Sierra Central
- El Bajío
- Valles Abajeños vagy Valles del Sur.

## Éghajlata
Az éghajlat az éves csapadékmennyiség és hőmérséklet szerint három csoportra osztható, a kontinentális félsivatagi éghajlat az állam területének 40%-ára, főleg az északi részre jellemző. Ilyen például San Felipe, San Diego de la Unión, San Luis de la Paz, Dolores Hidalgo és San José de Iturbide megye, ahol a csapadék éves mennyisége 400 és 500 között mozog, és az éves középhőmérséklet 16 és 18 °C között van. A mediterrán éghajlat León és Celaya vidékére jellemző 600 és 700 mm közötti csapadékkal és 18-20 °C közötti hőmérséklettel. A nedves kontinentális éghajlat Pénjamo, Coroneo, Jerécuaro, Guanajuato és Dolores Hidalgo városra jellemző. A legtöbb csapadék Guanajuato és Santa Rosa megyében hullik, itt az éves csapadékmennyiség 800 mm felett van.

## Népesség
A népesség 67%-a városlakó. A legnépesebb városok (2010-es adatok szerint): León (1 238 962 fő), Irapuato (380 941 fő), Celaya (340 387 fő) és Salamanca (160 169 fő). Az állam lakóinak több mint 96%-a római katolikus vallású. Az indiánok száma 2005-ben 10 347 fő volt, ez állam öt év feletti népességének a 2,6%-a. A két legfontosabb csoportjuk a csicsimék és az otomi. A csicsimék indiánok többsége San Luis de la Paz községben él, míg az otomik legnagyobb számban Tierra Blanca községben.
Ahogy egész Mexikóban, a népesség növekedése Guanajuato államban is gyors, ezt szemlélteti az alábbi táblázat:
| Év   | Lakosság  |
| ---- | --------- |
| 1990 | 3 982 593 |
| 1995 | 4 406 568 |
| 2000 | 4 663 032 |
| 2005 | 4 893 812 |
| 2010 | 5 486 372 |

## Gazdaság
Éves átlagos GDP-je a negyedik legnagyobb az országban, 7109 USD. A gazdaság fő ágai a bányászat, a gépipar (36,4%) és a turizmus (47,1%). A legfontosabb ásványkincsek az arany és az ezüst. A bányák San Luis de la Paz, Comonfort, Atarjea, Acámbaro, Pénjamo, Guanajuato, San Diego de la Unión, Dolores Hidalgo Cuna de la Independencia Nacional és Huanímaro községekben találhatóak. Az állam népességének 13,2% dolgozik a mezőgazdaságban, amely az éves GDP mindössze 4,6%-át adja. A megművelhető területek aránya több mint 36%. Jelenleg 659 000 hektárnyi terület áll megművelés alatt, a fő termények a búza, az árpa, a bab, a brokkoli és Irapuato környékén az eper. Ez utóbbi gyümölcs termesztése világszinten is jelentős, olyannyira, hogy Irapuatót a „világ eperfővárosának” is nevezik. A 2003-tól 2008-ig tartó időszakban a gazdasági növekedés 1,06%-os volt.

## Oktatás
Az államban 4600 általános iskola, 1400 középiskola és 650 főiskola található. A 25 éven felülieknek 12,1%-a analfabéta. 125 felsőoktatási intézményben lehet alapdiplomát, 60-ban pedig mesterdiplomát szerezni. Az állam legfontosabb egyeteme a guanajuatói egyetem, amit jezsuita iskolának alapítottak a 18. század első felében. A neve többször változott: Real Colegio de la Purísima Concepción (1767), Colegio del Estado (1828), Colegio Nacional de Guanajuato (1867); jelenlegi nevét 1945-ben kapta. Ugyanebben az évben nyerte el az egyetem státuszt is; jelenleg 30 000 hallgatója van.

## Kultúra
- Festival Internacional Cervantino
- Feria de León

## Látnivalók
- Plazuelák
- Peralta
- Cañada de la Virgen
- Carabino
- Chipiquaro